# Brujería y contracultura gay
Brujería y contracultura gay (título original: Witchcraft and the Gay Counterculture) es un libro escrito por Arthur Evans y publicado por primera vez en 1978. En él, Evans hace una revisión de la historia LGBT, de cómo ha sido silenciada por la historia única occidental y en particular, de la relación entre las prácticas de brujería y los gays desde tiempos remotos. 
En su libro, Evans habla en primer lugar sobre cómo eran las tradiciones paganas en Europa, principalmente animistas y matriarcales, y que los homosexuales cumplían la función de «chamanes» de su comunidad. Luego pasa a explicar que durante la Edad Media se convirtieron en una especie de «contracultura» y cómo fueron duramente reprimidos por la Iglesia católica. Para Evans, muchos de quienes fueron condenados como herejes y llevados a la hoguera fueron en realidad, personas del colectivo LGBT. Finalmente, en los últimos capítulos cuenta que esta ideología cristiana, precursora de la industrialización y el capitalismo, se extendió a otras tierras colonizadas por Europa y sus poblaciones indígenas corrieron la misma suerte. Evans recorre diferentes temas de la historia, desde Juana de Arco, los cátaros y los akelarres del medievo, hasta el imperialismo estadounidense y el industrialismo del siglo XX.

## Autor e investigaciones
Arthur Scott Evans (1942 - 2011) fue un activista y abogado de los derechos LGBT, muy activo en la ciudad de Nueva York entre los años 60 y principios de los 70, hasta su traslado en 1975 a San Francisco donde continuó la militancia política gay. Se unió al Gay Liberation Front (GLF) y en 1969 cofundó el Gay Activists Alliance (GAA).
Brujería y contracultura gay surge a partir de una serie de conferencias que dio Evans en 1975-1976 llamadas Faeries, en las que explicaba investigaciones sobre los orígenes de la contracultura LGTB. La edición en castellano fue traducida por Valentina Ripani para la Editorial Descontrol y fue publicada de forma intencionalmente clandestina, que además cuenta con un prólogo de Brigitte Vasallo. Está subtitulado como «Una visión radical de la civilización occidental y algunas de las personas que ha intentado destruir». Al final de su vida, la editorial White Crane Books lo convenció para reunir el material restante (no incluido) de sus simposios en otra recopilación llamada Moon Lady Rising (2018).
El pensamiento de Arthur Evans está fuertemente influido por las ideas del neopaganismo, en especial, en la defensa de la hipótesis del culto de las brujas. En este sentido, no es extraño que entre sus principales referentes estén los controvertidos Margaret Murray y Montague Summers. Otros autores sobre brujería, chamanismo y satanismo que cita son Joseph Campbell, Michael Harner, Wallace Notestein, Jules Michelet, George Kittredge, Caro Baroja, Phyllis Bober o Alan Kors. También menciona el célebre libro Historia de las orgías de Burgo Partridge y Sex Worship de Clifford Howard. Sobre la difusión del matriarcalismo en la prehistoria, investigó a autores como Johann Bachofen o Robert Briffault. 
Otros autores que toma como referentes de su investigación son Nora Chadwick, Norman Cohn, Edward Carpenter y Violet Alford.

## Contenido

### Juana de Arco
El libro comienza analizando la vida de Juana de Arco, condenada a muerte por travestismo. En su juicio, al cual acudió con ropas de hombre, y defendió que era un deber religioso. Los jueces se indignaron porque no solo vestía como hombre, sino que se comportaba como tal. Juana admitió haberse acostado con mujeres, entre ellas Catherine de La Rochelle. Fue torturada física y psicológicamente, y finalmente quemada viva.
Su mejor amigo, Gilles de Rais, quien era un conocido noble homosexual, decían de él un «brujo», y también fue condenado a muerte. Juana provenía de un linaje de mujeres que practicaban ritos paganos en una centenaria haya sagrada cerca de su casa, cosa que se le recriminó el día de su juicio. Durante la Edad Media, el paganismo europeo aún era practicado de forma clandestina, especialmente entre los campesinos, y Lorena (de donde era Juana) fue una región con fuerte arraigo a los ritos célticos antiguos. Aunque Juana rechazó la autoridad de la Iglesia, se sentía una sierva de Dios y posteriormente se la haría Santa de Francia, que es la historia que sí se cuenta de ella.

### Prehistoria

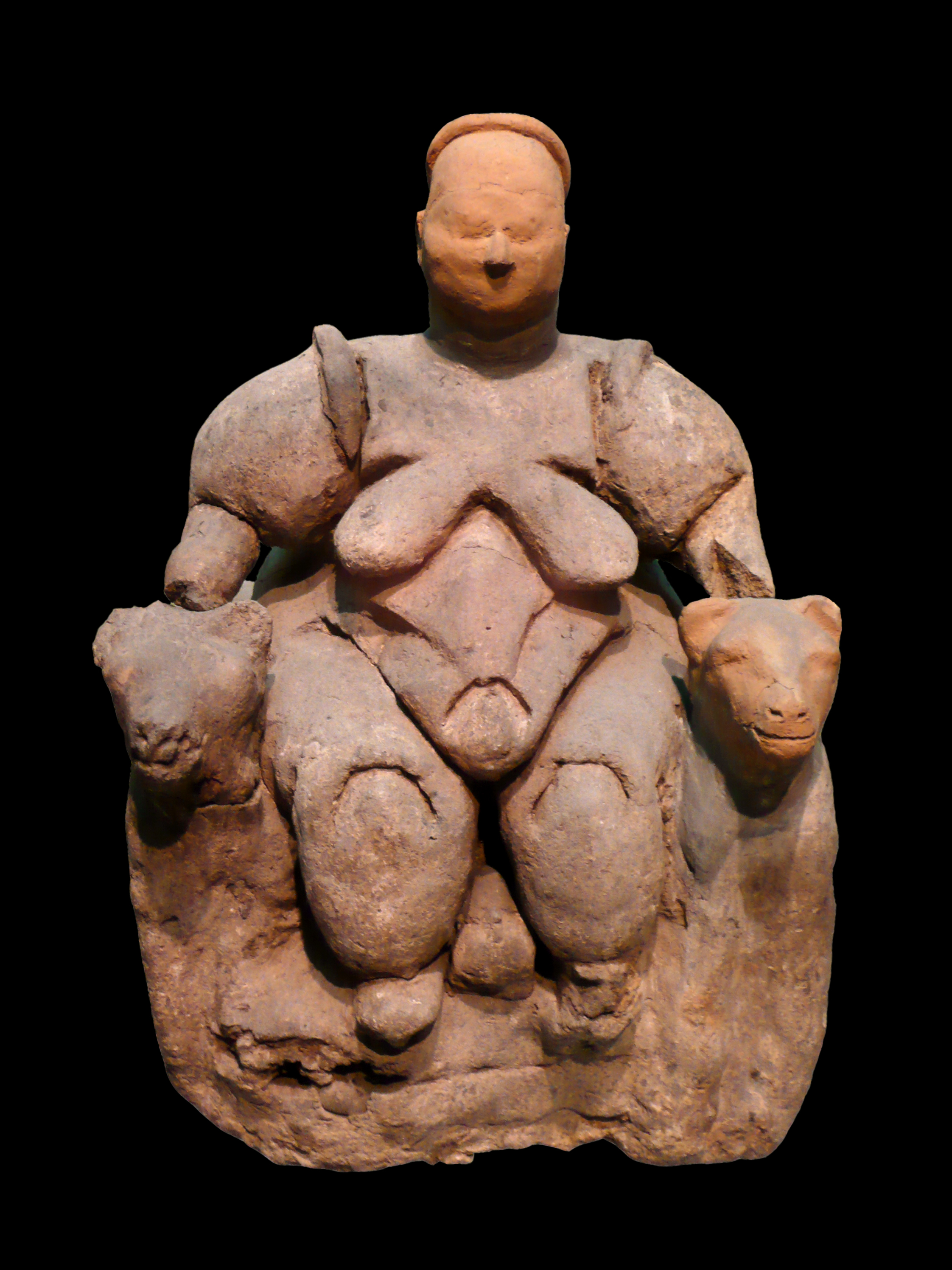
Estatuilla a la Diosa Madre encontrada en Anatolia, aprox. del 6 mil a. C.

Evans analiza las primeras formas de religión del ser humano, principalmente animistas y matriarcales. La evidencia arqueológica nos dice que estos pueblos de la Edad de Piedra no tenían jerarquías sociales, la propiedad era comunal, no tenían una visión rígida del trabajo y el gobierno se acordaba por consenso. Además, eran relativamente pacíficos, puesto que desconocían la guerra organizada.
En el 4000 a.c. se produjo un cambio en Medio Oriente (hoy llamado la «Edad de Bronce»), por el cual surgieron nuevos grupos sociales controlados enteramente por hombres y basados en la proeza militar. Eran los primeros grupos sociales de la historia humana que vivían de hacer la guerra, y para su sustento explotaban a otros pueblos que fuesen agrícolas. Sus botines de guerra auspiciaron la creación del concepto de 'propiedad privada'. Con estas nuevas sociedades, aparecen también las clases sociales y la esclavitud, así como los primeros «Estados».
Sin embargo, las élites militares dominantes seguían siendo una parte ínfima de la sociedad como para acabar con la antigua tradición campesina, por lo que se alcanzó un nuevo equilibrio. De este choque cultural surgieron nuevas culturas: los antiguos egipcios, los sumerios o la civilización minoica.

### Antigüedad

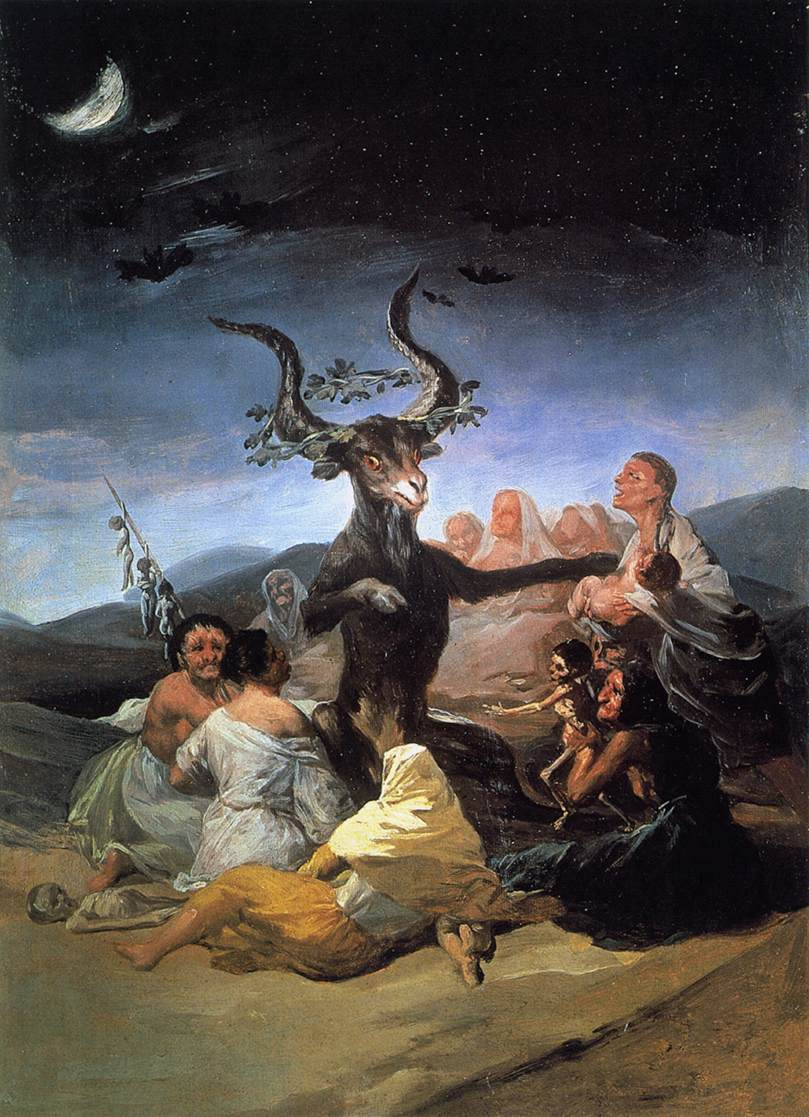
El aquelarre de Goya, 1798

#### Antigua Grecia
La religión antigua era politeísta. Su dios principal era la Gran Madre, y la segunda el Dios Cornudo. Las mujeres tenían un papel central, como comadronas, líderes, curanderas y sacerdotisas. La cultura griega primitiva fue chamanista y matrilineal, y su principal deidad era la Gran Madre. Al final de la Edad de Bronce (1500 a. C.) entran en la actual Grecia una serie de tribus militaristas que introducen la lengua griega e instauran la jerarquía patriarcal. En la historiografía moderna son denominados micénicos, puesto que establecieron la capital en Micenas. El estatus de la mujer declinó, Zeus se alzó como principal deidad, así como el culto a Ares, sustituyendo a la Potnia Meter. Ares, dios de la guerra, era el único dios griego que no era conocido por sus relaciones amorosas homosexuales.
La cultura patriarcal se estableció por todo el Egeo a partir del 1400 a. C. El siglo XIII a. C. fue una época convulsa en Grecia, marcada por el belicismo. Los estados patriarcales se destruyeron entre ellos (la guerra de Troya es sólo una de las muchas batallas) forzando intensas migraciones. Una de las tribus, los Dorios, se asentaron en Esparta. Aunque históricamente se ha recordado a este pueblo por su carácter militar, de hecho no lo eran tanto como sus vecinos. A diferencia de los micénicos, carecían de una aristocracia militar. Las mujeres dorias corrían y peleaban desnudas junto a los hombres, mientras que las mujeres de otras culturas de Grecia era despreciadas y recluidas al interior de la casa. La homosexualidad entre los dóricos fue ampliamente conocida. Era denominada paiderastia (un hombre mayor experimentado instruía en el ámbito militar, religioso, educativo y sexual a uno más joven). Plutarco comenta que entre las mujeres también existieron relaciones similares.
Los historiadores occidentales de todas las épocas, bajo su prisma homófobo y misógino, interpretaron este homosexualismo masculino como una forma de desprecio a las mujeres, y que surge en Grecia de forma tardía, cuando en realidad no es más que la continuación de las religiones naturales previas a la llegada de los griegos. Sócrates fue un defensor de esta relación íntima profesor-pupilo, contraria a la mentalidad sofista. Se sabe por ejemplo que tuvo una relación con su alumno Alcibíades. Fue condenado por «corromper a la juventud e introducir nuevas deidades» (daimon, que Evans interpreta como vestigios de la antigua religión chamanista).

#### Antigua Roma
La religión celta y otras tradiciones europeas precristianas y prerromanas eran matriarcales. Aunque cada grupo tenía sus propias deidades, todas tenían en común la veneración a una «Gran Madre» como diosa principal, llamada Gea, Rea, Cibeles, etc. según el lugar. El dios masculino más importante era el «Dios Cornudo», ya que la mayoría de culturas lo representaban con cuernos (a veces también patas de cabra y el pene erecto). Entre sus rituales, se incluían orgías dirigidas por sacerdotes travestidos. La sexualidad libre fue una característica común a estas religiones paganas y fue demonizada por los primeros cristianos. La religión a la Gran Madre fue la principal resistencia que tuvo el cristianismo antes de convertirse en la religión oficial en el Imperio Romano. Pablo de Tarso, por ejemplo, denuncia en Epístola a los romanos cómo los habitantes de Asia Menor dan un elevado estatus a la mujer y toleran la homosexualidad entre hombres.
En la sociedad romana, caía una dura represión sobre mujeres y gays (especialmente los afeminados). La mujer era considerada propiedad de su esposo, y los homosexuales, aunque tolerados, se asociaban a la culpa, al desprecio y a la pederastia.
Debido a la visión propagandística cristiana que nuestra era ha heredado, vemos a los romanos como gente que practicaba el libertinaje sexual y orgías de todo tipo, pero en realidad sobre la sexualidad en Roma caía una represión sin precedentes en la historia, promovida por los valores romanos de la autodisciplina y ascetismo. En el año 186 a. C., el Senado prohibió las bacanales, unas orgías en honor a Baco, que no son más que la continuación de las orgías prerromanas en honor al antiguo Dios Cornudo. Una de las razones que dio Tito Livio para condenar las bacanales es la participación de mujeres y de «hombres que son como mujeres».7 mil personas fueron detenidas por esta prohibición. En la sociedad romana también queda patente la división social entre la población urbana (colonos hablantes de latín y de religión romana) y la rural (campesinos autóctonos que mantenían la religión popular antigua y hablantes de celta, íbero, ilirio, etc). Un sacerdote de la religión antigua llegó a ser emperador romano, Heliogábalo, conocido por vestir de mujer y tener sexo con hombres y mujeres. 
En el contexto de esta represión social surge el cristianismo. Según James Westfall Thompson «el cristianismo fue un reflejo del pesimismo que impregnó el mundo antiguo». Por la capacidad de organización colectiva de los primeros cristianos, fueron perseguidos por la élite militar gobernante (siglos I y II) porque veían amenazada su estructura vertical de poder. Artesanos y comerciantes de las grandes urbes del imperio fueron los primeros conversos, característica que diferencia el cristianismo de la religión antigua rural. De hecho, «pagano» (como los cristianos llamaron a la religión antigua rural) significa literalmente 'gente del campo' (pagus). El cristianismo llegó a la clase militar romana en el siglo III, sustituyendo al Mitraísmo, del cual absorbió sus valores militares de disciplina y obediencia a la autoridad. Incluso adoptó sus festividades (como el 25 de diciembre, nacimiento de Mitra). Bajo Constantino y emperadores posteriores, los cristianos ocuparon puestos de poder en la burocracia romana y los obispos se hicieron grandes terratenientes. La iglesia se convirtió en la empresa con más riqueza, esclavos y tierras de la época, favoreciendo el feudalismo. Desde un principio, el cristianismo percibió al paganismo como su principal enemigo. Santos como Agustín de Hipona condenan el culto popular a la Gran Madre y a sus sacerdotes travestidos (en su obra La ciudad de Dios), y emperadores como Justiniano quemaron a miles de homosexuales en la hoguera.
La nueva sociedad cristiana que surgió en las ciudades creó el prejuicio de la gente del campo como «rebeldes contra la palabra de Dios». Este creciente urbanismo tuvo otra consecuencia en la relación de los cristianos con el medio ambiente. Los bosques dejaron de considerarse como algo sagrado y se desforestaron grandes áreas en Europa. La naturaleza era vista como un recurso a explotar, no algo divino a respetar. Obispos, abades e incluso papas se convirtieron en señores de la guerra. Mientras, los monasterios se convirtieron en los primeros «bancos» de Europa y la Iglesia acumuló un poder inaudito. De hecho, las cruzadas tuvieron una razón económica y fueron un gran impulso para el imperialismo europeo. Los primeros sistemas de producción a gran escala (manufacturas) se dedicaban a producir material de guerra. Dicho de otra manera, la industrialización moderna es herencia del militarismo cristiano.

### Edad Media

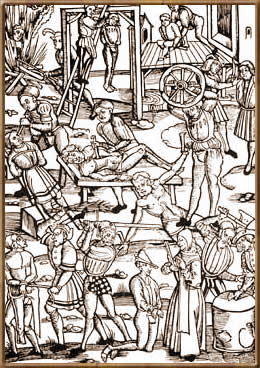
Torturas diversas de la Inquisición

#### Cristianos y paganos
En la Alta Edad Media, el cristianismo era un asunto de la nobleza, y se difundió principalmente en las grandes ciudades. En cambio, la mayoría campesina permaneció pagana, en especial en las zonas rurales. En el cristianismo primitivo, afloraron muchas ramas que mezclaban la fe de Cristo con las antiguas tradiciones paganas. Los gnósticos, por ejemplo, creían en la diosa Barbelo y entre sus filas había mujeres líderes. Practicaban el sexo ritual y se toleraba la homosexualidad. Fueron denunciados por Clemente de Alejandría por practicar orgías rituales. El gnóstico Mani enseñó a sus seguidores que los líderes debían desposeerse de toda riqueza. Cuando sus ideas se extendieron y rivalizaron con el cristianismo tradicional, los católicos equipararon a los maniqueos con la herejía. Grupos con ideas similares fueron los masalianos y los bogomilos de Bulgaria (bulgarianismo).
También los cátaros fueron una de estas sincretizaciones cristiano-paganas. Crearon una iglesia en el sur de Francia que rivalizaba con la católica, e incluso tenían ejército propio. Curiosamente, en la mayoría de lenguas europeas, el término para referirse a un cátaro fue la misma que para llamar a un hombre homosexual (ketzer en alemán; gazarro en italiano; herite en francés). Así mismo ocurrió con el término para un bogomilo (seguidor del bulgarianismo), la herejía que se originó en Bulgaria: bulgaro en italiano, bougre en francés y bugger en inglés, pasaron a significar «maricón». Evans resalta que no es casualidad que los insultos para herejes y homosexuales se usasen indistintamente. En 1272, la Ley de Orleans condenó a la hoguera a cualquiera que practicase la bougerie. Los historiadores aún debaten si estas leyes se referían a la herejía o a la homosexualidad, o a ambas. Evans crítica a los historiadores posteriores, principalmente heterosexuales, por dudar de la autenticidad de las acusaciones de homosexualidad y herejía contra los cátaros, porque, según Evans, su homofobia influye en el modo en el que abordan los textos antiguos.
Los cátaros eran vegetarianos estrictos, no creían en el infierno ni en el purgatorio, sino en la reencarnación, y muchas mujeres llegaron a ser líderes cátaras. Además, eran tolerantes con las demás religiones. Tanto así, que el sur de Francia fue el lugar más seguro de Europa para los judíos. De la fusión del pensamiento judío y cátaro surgió la Cábala, un importante libro del misticismo judío. Además, los cátaros veneraban la práctica artística; Las áreas cátaras fueron las primeras donde se desarrolló la poesía trovadoresca occitana, marcadamente erótica y obscena, y que tuvo una gran influencia en la historia de la poesía occidental.
El catarismo fue una religión de las clases bajas y como tal, estaba fuertemente diversificado. Algunas ramas creían en el Dios de la Luz (mezcla con la adoración pagana al Sol y a la Estrella de la Mañana). Los católicos compararon a este «Dios de la luz» con Satanás, y de ahí surgió el término Lucifer. A los que mantenían el rito pagano precristiano de venerar a la Gran Madre, principalmente mujeres, se las llamó seguidoras de Diana. Estas mujeres paganas fueron acusadas de «brujas» y denunciadas por venerar a Diana en rituales por la noche. Muchos textos medievales hablan de la fe en una Diosa que cabalga por la noche:
- Juan de Salisbury, siglo XVII;
- Burcardo de Worms, siglo XI;
- Tomás de Torquemada, inquisidor español que compara a Diana con el demonio;
- 1270: en el Roman de la Rose, poema de Jean de Meung, se habla de una fe popular cuyos creyentes «seguían de noche a la Dama Habonde»;
- 1279: el obispo Auger de Montfaucon condenó a un grupo de mujeres por «acudir de noche a Diana»;
- 1320: un franciscano inglés comenta disgustado sobre unos supersticiosos que participan en danzas en las que «viajan con Lady Diana»;
- 1370: la inquisición de Milán condena a una tal Sibilla por pertenecer a la «sociedad de Diana». En su defensa, dijo que practicaba el rito desde niña, y que no era pecado alguno. En 1390 un caso similar es el de Pierina de Bugatis, que confesó contactar con las almas de los muertos en sus rituales.
- En el siglo XVI, un grupo de campesinos paganos del norte de Italia, los benandanti, realizaban cierto ritual 4 veces al año (ambos equinoccios y solsticios) en los que entraban «en trance», saliendo de su cuerpo material y conectando con otras personas y animales. En 1570, la iglesia los tachó de brujos.

Evans cita a varios historiadores modernos, en su mayoría hombres blancos y heteros, en los que se evidencia cómo todos han ignorado, minorizado o distorsionado estos hechos. Algunos como Norman Cohn, califican erróneamente a los benandanti como enfermos catalépticos o personas con mucha imaginación, sin comprender la tradición pagana ancestral que subyace bajo estas prácticas. Los benandanti se caracterizaban por portar cañas de hinojo, llamado finocchio en italiano, que actualmente es el nombre para insultar a un «marica». Fueron torturados hasta que «confesaban» rendir culto a Satán (Diana). En Sardeña, jana (derivado de Diana) significa 'demonio'. En Asturias, dianu; en Galicia, diano, y en el norte de Portugal, dianho (referidos al diaño). La actual aldea de Janas, en Portugal, se asienta sobre un antiguo templo pagano.
En las crónicas de época, la mayoría de seguidores de Diana son mujeres. No obstante, los hombres también hacían honra a un Dios pagano, llamado según el lugar Berchtold, Derndietrich, Quatennberman, Kwaternik, aunque más conocido como Herne el Cazador o Herla el Rey. Evans lo asocia con el dios astado celta, ya que her- y cer- son raíces protoindoeuropeas para referirse al «cuerno» (Cernum, 'cornudo', equivale a Herne). En inglés, Herla the King, derivó en el personaje de Arlequín, de la Commedia italiana, el cual tradicionalmente porta un sombrero de dos puntas similar a unos cuernos.
Los brujos y brujas fueron denunciados por sus prácticas sexuales, y se consideraban herejes por «desviarse» de la fe católica (a fide catholica deviantes), de aquí otro insulto para los gays. El sexo jugaba un gran papel en las tradiciones rurales paganas. En 1282, en Inverkeithing, Escocia, un sacerdote de una parroquia rural organizó la danza de unas niñas alrededor de un gran falo (representación de Priapo). El sacerdote defendió que era una antigua costumbre de los campesinos, y el obispo la aprobó. En varias fuentes del siglo XIV y XV se menciona que los herejes adamitas practicaban el nudismo, la sodomía, y danzaban alrededor de fogatas. Del XVI y XVII se citan ruinas prehistóricas y cuevas con arte rupestre consideradas sagradas por los paganos. En ellos, las brujas celebraban sus sabbats. El paganismo logró cierta continuidad incluso en los siglos XVIII y XIX de manera aislada.
En un manual del siglo XV para cazar brujas, el Malleus Maleficarum, se plantea el por qué hay más brujas que brujos: «[la mujer] es más carnal que el hombre (...) Toda brujería proviene del deseo carnal, que en las mujeres es insaciable». Las mujeres que disfrutasen de su vida sexual y los hombres gays eran víctimas recurrentes de la caza de brujas. Un inquisidor francés que juzgó multitud de casos, Henry Boguet, comentó que «las abominaciones de Sodoma y Gomorra» (es decir, orgías homo- o bi- sexuales) eran muy frecuentes en las prácticas de brujería».
Se citan otros tantos registros de la época donde se mezcla brujería y libertad sexual. Para la tradición pagana europea, el sexo se veneraba como práctica sagrada y divina, cosa que el cristianismo repudió. Las brujas, por lo tanto, no fueron malvados seres que confabulaban con el demonio contra la humanidad, solo fueron personas que disfrutaban de su vida sexual.

#### Contracultura medieval

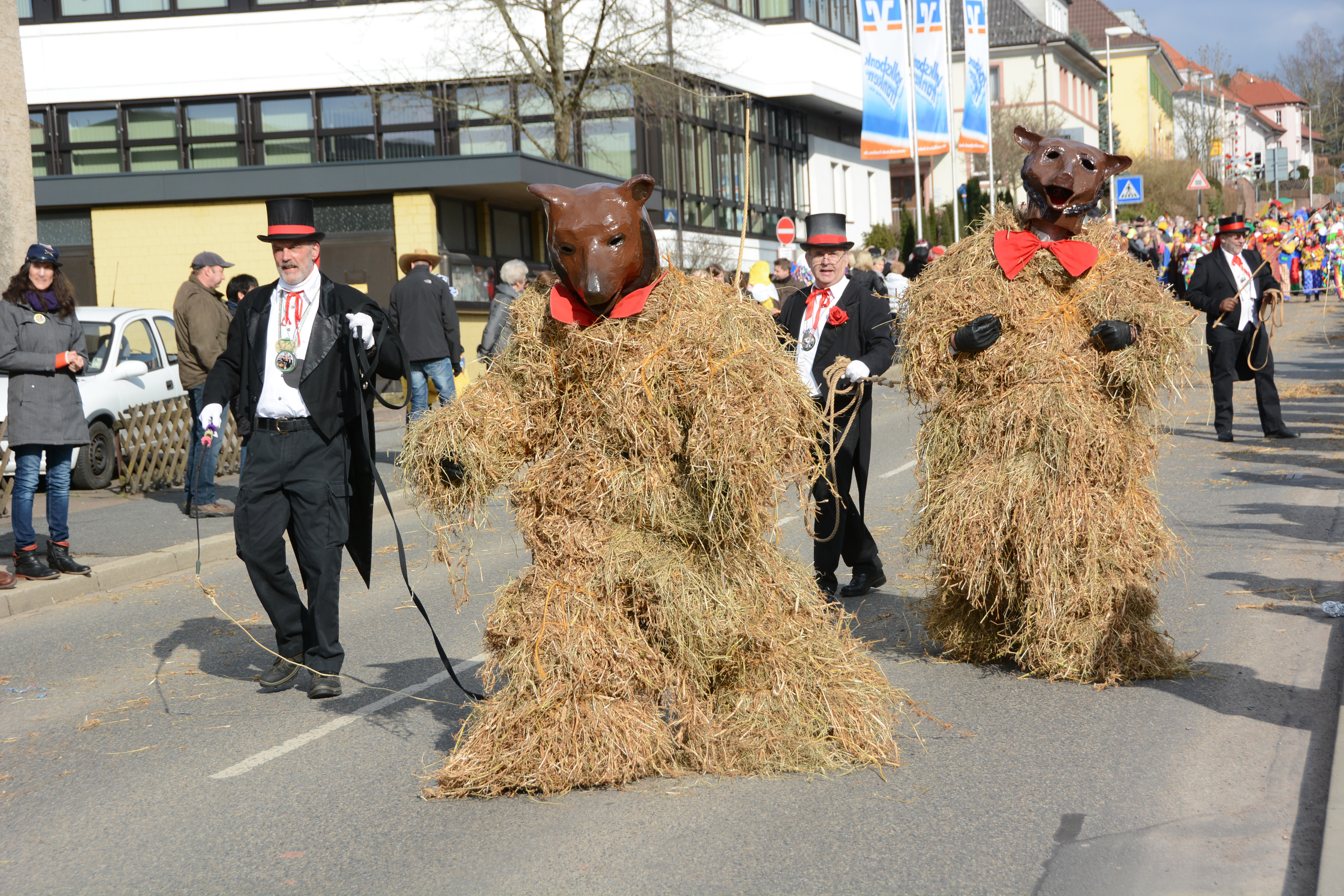
En muchas culturas europeas permanece viva la tradición precristiana de disfrazarse de animales

Sus seguidores practicaban una forma de vida opuesta a la de los cristianos tradicionales, lo que convierte a los paganos en una verdadera «contracultura» de la Edad Media. Ya que la historia la escriben los vencedores, poco sabemos de esta sociedad paralela medieval, y lo que nos ha llegado ha sido tergiversado o malinterpretado. Esta cultura pagana, a diferencia de los católicos, estaba desprovista de toda institucionalidad. Se tiene constancia de que en sus rituales, los paganos consumían drogas alucinógenas en forma de ungüento que se absorbía por la piel. Estas drogas (atropina y otros alcaloides, obtenidos del estramonio, la mandrágora, el beleño o la belladona) les hacían «volar con Diana».
La relación con plantas y animales también es diferente en el paganismo y el cristianismo. En las fiestas paganas, fue costumbre vestirse con pieles de animales y portar máscaras que representasen animales (toros, cabras, gatos, etc.). El arzobispo de Canterbury, Teodoro de Tarso (s. VII), prohibió a toda persona vestir con pieles o máscaras de animales durante el carnaval, por «ser algo demoníaco». La visión cristiana de la naturaleza se refleja en Génesis 1:28, donde se nos dice que los animales son propiedad de las personas y que debemos hacer con ellos lo que queramos. Este contraste entre las perspectivas pagana y cristiana sobre la naturaleza, Evans lo atribuye a la forma de organización de ambas sociedades: la primera carente de institucionalización, basada en su dependencia de lo que la naturaleza le provee; la otra, en cambio, se basa en un sistema jerárquico y burocrático que requiere obediencia a la autoridad, autodisciplina y represión sexual. Para Pseudo Dionisio Aeropagita, la jerarquía eclesiástica representaba a la divinidad misma.
En todos los lugares donde un grupo de misioneros ha ido a cristianizar a la población local, su primera acción consistía en hacerles sentir avergonzados de su propio cuerpo, la desnudez y el sexo. En Génesis 3:7, Adán y Eva sienten vergüenza de sus cuerpos desnudos. El estatus de la mujer también disentía entre cristianos y paganos: para los católicos, la mujer debía ser obediente y sumisa a su padre y más tarde a su marido; las mujeres paganas que tenían liderazgo e independencia, fueron calificadas de «brujas».

#### Inquisición y erradicación de no-cristianos
En 1150, el abad Godofredo de Auxerre, en su Super Apocalypsim, acusa a los cátaros de defender «el sexo libre». Asimismo, en el Concilio de Reims de 1157, se denuncia a los cátaros por participar en orgías y promover la promiscuidad. La Iglesia católica, liderada por el papa Inocencio XIII, organizó la Cruzada albigense contra los cátaros, quienes fueron asesinados en masa. Para propagar los valores católicos en las tierras cátaras, se fundó la Universidad de Tolosa. Irónicamente, César Augusto fundó, 1200 años antes, una universidad en esa misma ciudad para combatir las prácticas druidas.
En el siglo XIII, Gregorio IX crea la Inquisición pontificia para promover la persecución sistemática de personas no cristianas. Cualquier rumor era válido para acusar a una persona, la cual era considerada culpable hasta que se demostrase lo contrario. Eran torturadas hasta que morían, o hasta que «confesasen» su herejía, lo que igualmente conllevaba la pena de muerte. En toda la historia de la Inquisición, nunca hubo un solo caso de exculpación, por lo que hablamos de una verdadera máquina de matar personas. Los bienes y tierras de estos inocentes eran confiscados por la iglesia. De esta manera, la inquisición se convirtió en el negocio más rentable de la Edad Media.
El concepto de brujería cambió por completo entre los s. XIV y XV cuando los primeros pontífices la condenan; En la bula papal Ad Nostrum (1311), Clemente V llama a aniquilar a los Hermanos del Libre Espíritu, una forma de herejía extendida por Europa. Otra bula anti-brujería fue escrita por Inocencio VII en 1484. Y la bula de 1489 de Inocencio VIII fue la primera condena formal del papa a la brujería en Europa, y marcó el inicio de la caza de brujas. Previamente, la brujería significaba simplemente «hechicería» (dañar a otra persona mediante rituales mágicos), pero a partir de estas bulas, la brujería equivalía directamente a servir a Satán y renegar de Dios. Es imposible ofrecer un número preciso de personas asesinadas por la iglesia, ya que los números varían entre pocos miles hasta los 10 millones.
El calvinismo quiso restablecer esta actitud represiva; por ejemplo, en Ginebra, unas damas de honor fueron detenidas por vestir a la novia con demasiados colores, y un niño fue decapitado por golpear a su padre. Incluso hubo una época en la que danzar era ilegal.

### Colonización de América

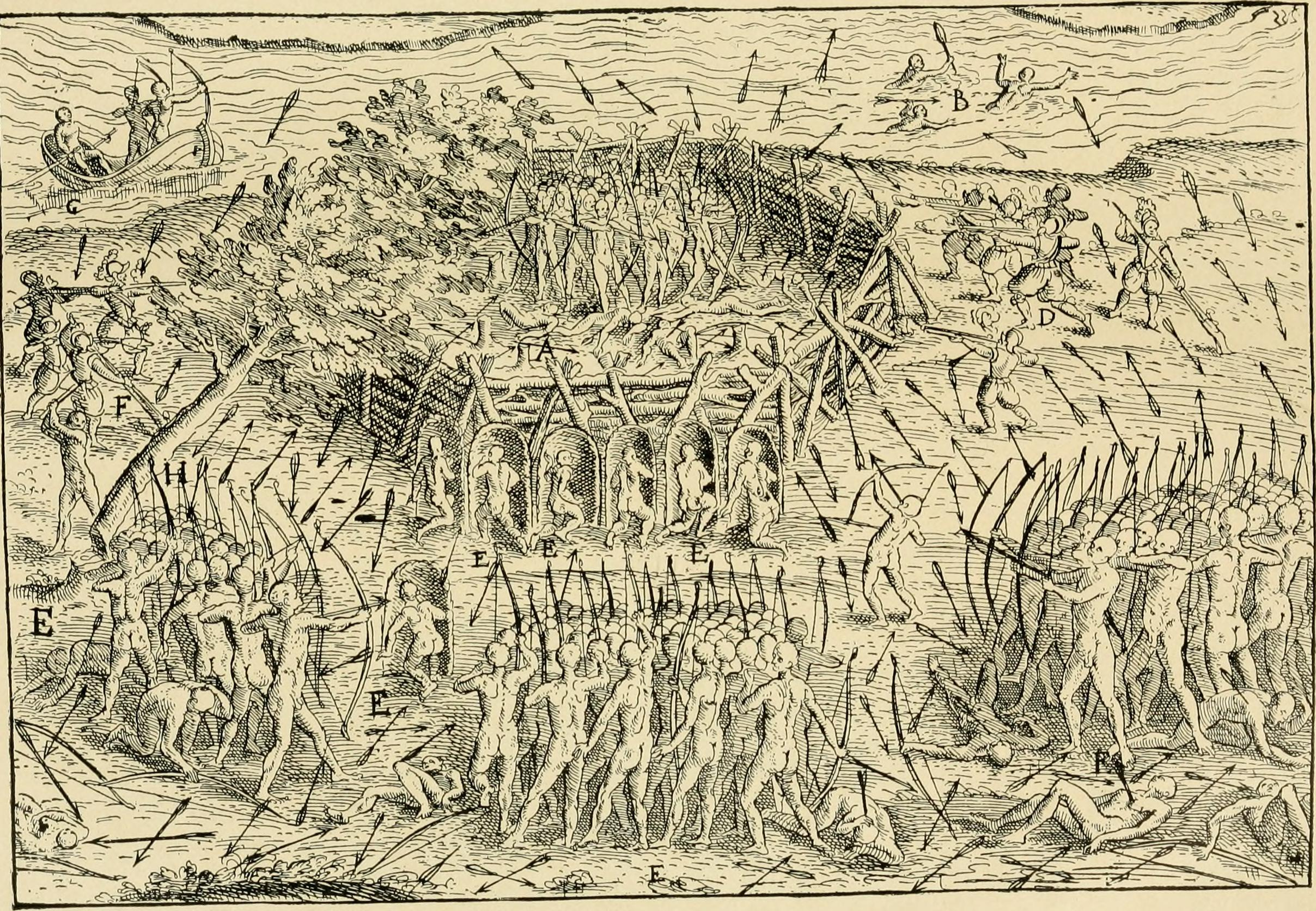
Champlain, el fundador de Nueva Francia (1903), ilustración que representa a Samuel de Champlain atacando un sitio iroqués

La colonización europea de América supuso un antes y un después para la naturaleza y las sociedades del continente. El cristianismo se impuso como religión oficial con el objetivo de subyugar a la población y facilitar el cambio ideológico. Numerosas evidencias de la América precolombina («Abya Yala», según el libro) nos indican que las mujeres tenían el mismo estatus que los hombres. De hecho, el primer registro de Colón sobre su llegada a Puerto Rico (1946), habla sobre como él y su tripulación fueron asaltados por un grupo de guerreras con arcos. No solamente mujeres, también los gays tenían un alto estatus e incluso en muchos casos cumplían el papel de chamanes, curanderos, sanadores o brujos de la comunidad. Los misioneros denunciaron en cientos de cartas la tolerancia de los indígenas a las prácticas homosexuales y al travestismo. Ejemplos son los nadle en el pueblo navajo o los berdache.
En el arte mochica del Perú es frecuente encontrar escenas sexuales, obscenas y algunas gays. La desnudez o el sexo no se volvieron tabú hasta la llegada de los cristianos, así como ciertas prácticas de sexualidad libre como orgías comunales. Cotton Mather calificó a los indígenas como «verdaderas ruinas del ser humano» y les acusó específicamente de celebrar ritos orgiásticos en los que «se les aparecía el Demonio». Para Cieza de León, también el «Demonio» era quien «iniciaba la sodomía» entre los indígenas. Desde los indios de Alaska, hasta los patagones en el extremo sur, se han registrado cientos de miles de etnias que incluyen alguna forma de «tercer género» (hombres afeminados, lesbianas, etc.) cuya relación con el chamanismo es «extremadamente marcada y curiosa». Esta relación entre homosexualidad, chamanismo y naturalismo se da también en África, en Asia (y antiguamente en Europa). Las sociedades mexica e incaica, sin embargo, eran patriarcales y estaban fuertemente militarizadas. Las investigaciones de Evans en este campo toman muchas influencias de autores como Hermann Baumann y Michael Harner. 

### Estados Unidos: las bases del gran imperio global
En el imperio español, los nativos fueron casados con los colonos y surgió una nueva sociedad mestiza. En cambio, en las colonias británicas y los Estados Unidos, las tribus indias fueron completamente exterminadas. Los supervivientes fueron encerrados en «reservas» y sus tierras usurpadas para darlas a inmigrantes agrícolas europeos. A diferencia del campesinado europeo, los granjeros estadounidenses se regían por valores puramente capitalistas. No sentían veneración alguna por la tierra americana, y la veían como un recurso que explotar, agotar y especular. 
Sobre esta ideología se asientan los actuales Estados Unidos de América, un país que está en guerra sistemática. Sin embargo, el gobierno federal define estas guerras como «necesarias». La actitud de EE. UU. hacia el mundo se puede resumir en palabras de Albert Beveridge: «No renunciaremos a nuestro papel en la misión de nuestra raza, confiada por Dios, de civilizar al mundo». Sobre el intervencionismo estadounidense en Latinoamérica, y particularmente en la América mediterránea, Evans comenta:

Durante las primeras dos décadas del siglo XX, Estados Unidos invadió Cuba, Haití, Nicaragua y Santo Domingo -esta en dos ocasiones-. En 1903, el presidente Theodore Roosevelt apoyó un golpe contra el Gobierno de Colombia para establecer un gobierno títere en la región del Canal de Panamá. El gobierno títere le otorgó el perpetuo usufructo del canal a Estados Unidos, algo que el gobierno de Colombia se ha negado rotundamente a cumplir.
Brujería y contracultura gay, pág. 243

### Las personas en el industrialismo y militarismo modernos
El industrialismo es el proceso mediante el cual las personas dejan de producir cosas directamente para cubrir sus necesidades inmediatas. Se les llama sociedades «industrializadas» cuando la mayor parte de su producción está controlada por instituciones especializadas. No hay ningún ejemplo en la historia en que una comunidad no-industrial haya escogido voluntariamente ser altamente industrial. En todos los casos se impuso a las personas mediante la violencia institucional. Por ejemplo, la industrialización de Estados Unidos, mediante la aniquilación de indios y el esclavismo negro; la de Europa, mediante la colonización y el cristianismo; la de la URSS, mediante el terror estalinista contra los campesinos; la de China, mediante el maoísmo y el ejército. El militarismo ha sido fundamental para el triunfo del industrialismo, por lo que no sólo es un sistema de producción, sino también es un sistema de poder. En todos los países desarrollados, el industrialismo ha tenido efectos similares:
1. concentración del poder político y económico;
2. reglamentación de todos los aspectos de nuestra vida;
3. destrucción de la naturaleza.[68]

Los individuos de una sociedad industrial están alienados y así se relacionan con su entorno. Esto resulta en el amortecimiento de sus emociones y en una «objetualización» de la naturaleza. Los occidentales ven con desdén a los pueblos no-industriales por creer en la vida de los árboles, la Tierra o la luna, pero los naturales no dependen de una aristocracia monetaria para vivir, saben cómo hacer sus propias casas, comida, medicinas, ropa, regular sus emociones y entretenerse. Al contrario que nosotros, no necesitan dinero para sobrevivir. En el mundo «desarrollado», la persona sin dinero no tiene nada para comer ni lugar para dormir. En todos los aspectos de nuestra vida dependemos de quienes controlan el dinero (los grandes monopolios en el mundo capitalista y el Estado en el mundo comunista).

### Manifiesto final, epílogo y apéndice
En el último capítulo, Evans argumenta que tanto liberales como socialistas han mirado con desdén racista a los pueblos naturales. Ambos movimientos se han basado en la represión de la sexualidad y lo gay.
En su manifiesto final, propone el trabajo colectivo descentralizado (diferenciar de la colectividad del socialismo, forzada por el Estado) como solución para suplir nuestras necesidades. Entender que espíritu y materia no son diferentes. Renunciar al industrialismo y reencontrarse con la «magia» primitiva, inherentemente colectiva, y basada en el arte y el sexo. Finalmente, el autor escribe un epílogo en el que critica el racionalismo científico (tema en el que profundizaría en su próximo libro Crítica de la razón patriarcal, 1997) e incluye un apéndice con los eventos mencionados a lo largo del libro en orden cronológico.

El nuevo socialismo no es solo político, también es mágico y sexual
Arthur Evans

## Contexto e influencia posterior
Este ensayo forma parte de una corriente moderna de «brujería» que se dio en los Estados Unidos en los años 70 a raíz de diversos movimientos contraculturales de la época. No obstante, esta «brujería» no estaba instituida de forma centralizada, por lo que la gente, especialmente gays y lesbianas, se unían en pequeñas sectas. Leo Martello, quien fue brujo y gay, y un activista pro-LGBT en Nueva York, publicó en 1969 Weird Ways of Witchcraft. Más tarde, en 1971, Zsuzsanna Budapest fundó la Brujería Dianica. En 1975, Eddie Buczynski fundó la Hermandad Minoica, que era básicamente una asociación wicca para hombres homosexuales.
Brujería y contracultura gay nacería en este contexto e influyó en muchas publicaciones posteriores que relacionaron la brujería con la homosexualidad. Se considera un clásico de la literatura contracultural gay. El libro serviría como base teórica para el grupo Radical Faeries, fundado en 1978 para servir de apoyo a «los hombres homosexuales para que examinen la relación entre su espiritualidad gay y las antiguas religiones paganas» y toman esta cita literal del quinto capítulo: «el papel de los gays es restablecer nuestra comunicación con la naturaleza y la Gran Madre, sentir el vínculo esencial entre el sexo y las fuerzas que sostienen el universo. Juntos, esperamos recuperar nuestros antiguos roles históricos como médicos, curanderos, profetas, chamanes y hechiceros. Esperamos un proceso interminable e insondable al salir del armario: como personas homosexuales, como animales, como humanos, como espíritus misteriosos y poderosos que se mueven a través del ciclo de vida del cosmos».
El crítico Jamie Sutcliffe comenta sobre el libro de Evans que «su revisionismo histórico queer perturba la línea recta de las historias oficiales, normativas y excluyentes».